# Singapore Open 1999 - Qualificazioni singolare
Le qualificazioni del singolare  dello  Singapore Open 1999 sono state un torneo di tennis preliminare per accedere alla fase finale della manifestazione. I vincitori dell'ultimo turno sono entrati di diritto nel tabellone principale. In caso di ritiro di uno o più giocatori aventi diritto a questi sono subentrati i lucky loser, ossia i giocatori che hanno perso nell'ultimo turno ma che avevano una classifica più alta rispetto agli altri partecipanti che avevano comunque perso nel turno finale.
Le qualificazioni del torneo Singapore Open 1999 prevedevano 16 partecipanti di cui 4 sono entrati nel tabellone principale.

## Teste di serie
1. Peter Wessels (ultimo turno)
2. Laurence Tieleman (ultimo turno)
3. Fredrik Jonsson (Qualificato)
4. Michael Kohlmann (primo turno)

1. Mikael Tillström (Qualificato)
2. Tuomas Ketola (ultimo turno)
3. Christian Vinck (primo turno)
4. Stéphane Huet (Qualificato)

## Qualificati
1. Bob Bryan
2. Stéphane Huet

1. Fredrik Jonsson
2. Mikael Tillström

## Tabellone

### Legenda
| - Q = Qualificato - WC = Wild card - LL = Lucky loser | - ALT = Alternate - SE = Special Exempt - PR = Protected Ranking | - w/o = Walkover - r = Ritirato - d = Squalificato |

### Sezione 1
|  | Primo turno | Primo turno     | Primo turno     | Primo turno | Primo turno |  |  | Ultimo turno | Ultimo turno  | Ultimo turno  | Ultimo turno | Ultimo turno |  |
|  |             |                 |                 |             |             |  |  |              |               |               |              |              |  |
|  | 1           | Peter Wessels   | Peter Wessels   | 6           | 6           |  |  |              |               |               |              |              |  |
|  |             | Michael Hill    | Michael Hill    | 3           | 4           |  |  | 1            | Peter Wessels | Peter Wessels | 3            | 6            |  |
|  |             | Bob Bryan       | Bob Bryan       | 7           | 6           |  |  |              | Bob Bryan     | Bob Bryan     | 6            | 7            |  |
|  | 7           | Christian Vinck | Christian Vinck | 5           | 4           |  |  |              |               |               |              |              |  |

### Sezione 2
|  | Primo turno | Primo turno       | Primo turno | Primo turno | Primo turno |  |  | Ultimo turno | Ultimo turno      | Ultimo turno      | Ultimo turno | Ultimo turno |  |
|  |             |                   |             |             |             |  |  |              |                   |                   |              |              |  |
|  | 2           | Laurence Tieleman | 6           | 6           | 6           |  |  |              |                   |                   |              |              |  |
|  |             | Björn Phau        | 4           | 7           | 4           |  |  | 2            | Laurence Tieleman | Laurence Tieleman | 1            | 1            |  |
|  | 8           | Stéphane Huet     | 6           | 5           | 6           |  |  | 8            | Stéphane Huet     | Stéphane Huet     | 6            | 6            |  |
|  |             | Michael Tebbutt   | 3           | 7           | 3           |  |  |              |                   |                   |              |              |  |

### Sezione 3
|  | Primo turno | Primo turno     | Primo turno   | Primo turno | Primo turno |  |  | Ultimo turno | Ultimo turno    | Ultimo turno    | Ultimo turno | Ultimo turno |  |
|  |             |                 |               |             |             |  |  |              |                 |                 |              |              |  |
|  | 3           | Fredrik Jonsson | 5             | 7           | 7           |  |  |              |                 |                 |              |              |  |
|  |             | Mark Nielsen    | 7             | 5           | 6           |  |  | 3            | Fredrik Jonsson | Fredrik Jonsson | 6            | 6            |  |
|  | 6           | Tuomas Ketola   | Tuomas Ketola | 6           | 6           |  |  | 6            | Tuomas Ketola   | Tuomas Ketola   | 2            | 2            |  |
|  |             | Ben Ellwood     | Ben Ellwood   | 2           | 1           |  |  |              |                 |                 |              |              |  |

### Sezione 4
|  | Primo turno | Primo turno      | Primo turno      | Primo turno | Primo turno |  |  | Ultimo turno | Ultimo turno     | Ultimo turno | Ultimo turno | Ultimo turno |  |
|  |             |                  |                  |             |             |  |  |              |                  |              |              |              |  |
|  |             | Martin Spottl    | 7                | 5           | 6           |  |  |              |                  |              |              |              |  |
|  | 4           | Michael Kohlmann | 5                | 7           | 4           |  |  |              | Martin Spottl    | 6            | 5            | 4            |  |
|  | 5           | Mikael Tillström | Mikael Tillström | 6           | 6           |  |  | 5            | Mikael Tillström | 2            | 7            | 6            |  |
|  |             | Neville Godwin   | Neville Godwin   | 4           | 2           |  |  |              |                  |              |              |              |  |